# Nederlandse boeren op Amager

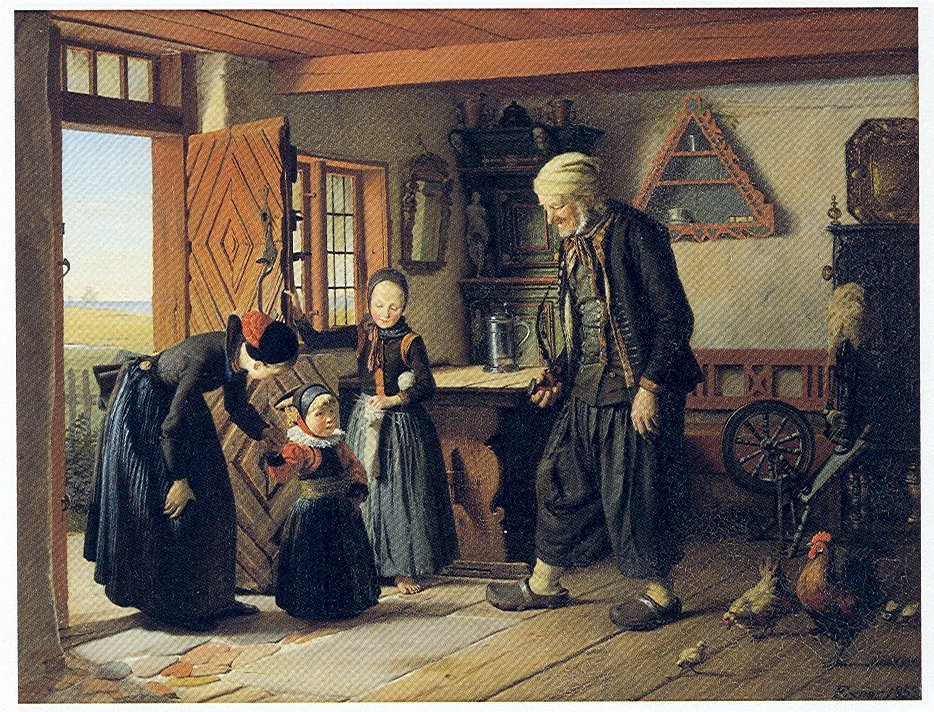
Schilderij uit 1853 door Julius Exner met daarop een familie van Nederlandse komaf

In de 16e eeuw haalde de Deense koning Christiaan II Nederlandse boeren naar het eiland Amager, ten zuidoosten van Kopenhagen. Deze immigranten zouden nog honderden jaren hun tradities bewaren.

## Achtergrond
Tussen 1513 en 1523 was Christiaan II koning van Denemarken. In 1519 deed hij een verzoek aan de Hoornse stadsmagistraat Pieter Goudsmid om boeren te ronselen voor de groentenproductie op Amager. In 1519 vertrok een 50-tal boeren, de rest - een honderdtal - volgde in 1520.

## Vestiging
Volgens een koninklijke Deense privilegebrief van 1521 mochten de boeren leven volgens Hollands recht en kregen het eigendomsrecht over het hele eiland Amager, uitgezonderd het dorp Dragør. De oorspronkelijke Deense bevolking van Amager werd verhuisd. Evenwel, nadat Christiaan werd verbannen in 1523, werd het grondgebied van de Nederlandse boeren verkleind tot alleen het zuidelijke deel van Amager - genaamd Store Magleby. Deze situatie bleef bestaan onder latere koningen. In ruil voor het beschikbaar gestelde land moesten de immigranten groenten leveren aan het hof in Kopenhagen. Volgens de koning waren Deense boeren namelijk 'niet bekwaam genoeg om groenten te telen'. De Nederlandse immigranten waren vrijgesteld van Deense belastingen en kregen privileges zoals een eigen rechtsstelsel en het recht op het jagen op en vangen van vrijwel alle vogels en vissen.

## Assimilatie

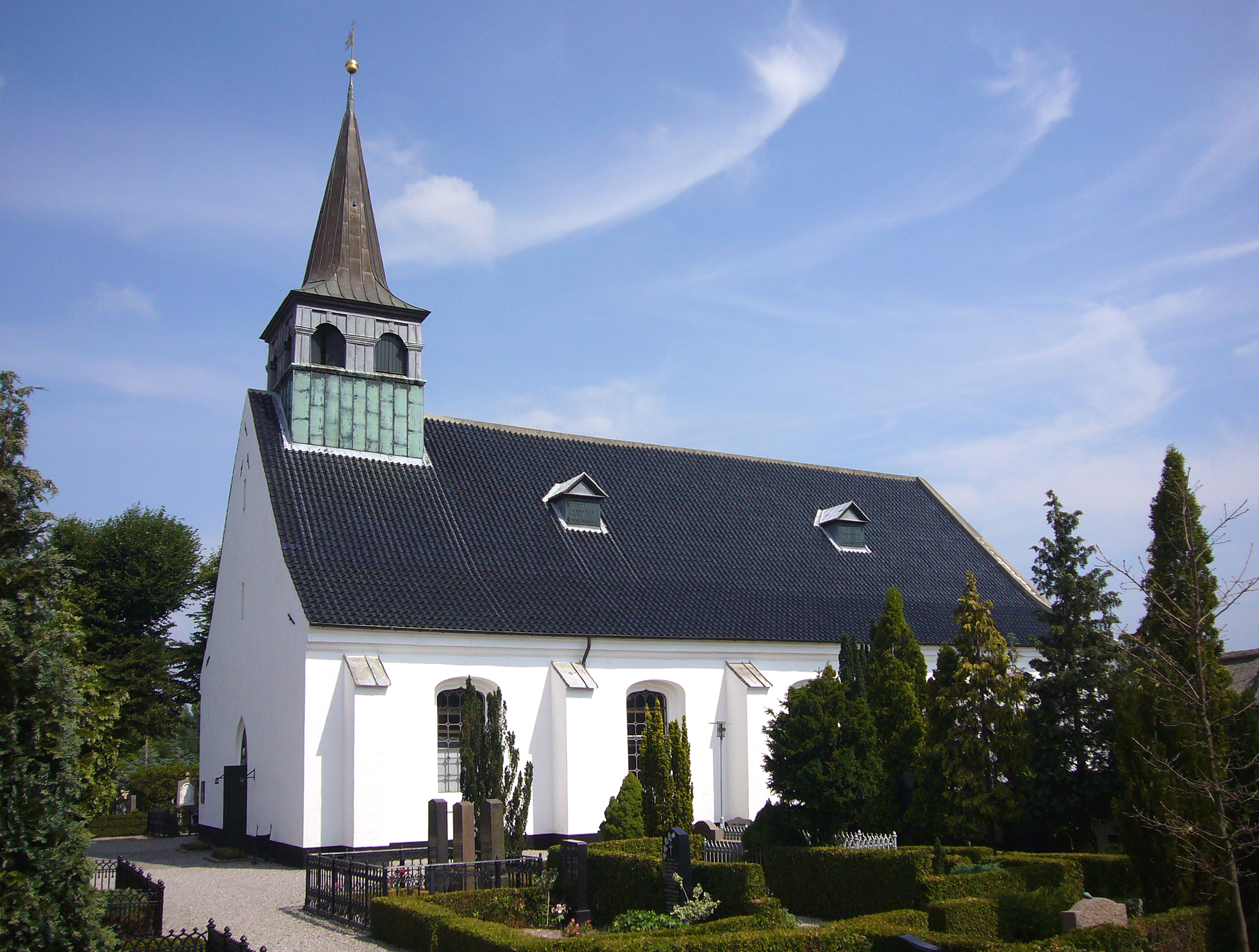
Kerk van Store Magleby

Al snel kregen de Nederlandse boeren veel welvaart en macht, wat voor enige rivaliteit met de Denen zorgde. In 1574 werd besloten dat de boeren zich weer buiten zuidelijk Amager mochten vestigen, de belastingvrijstelling werd echter afgeschaft. Rond 1600 bouwden de immigranten een haven in Dragør. In 1817 stierf hun laatste schout Dirch Corneliussen, waarna in 1823 uiteindelijk het eigen rechtssysteem van de immigranten werd afgeschaft, en daarmee hun wettelijke uitzonderingspositie verviel.

### Taal en tradities

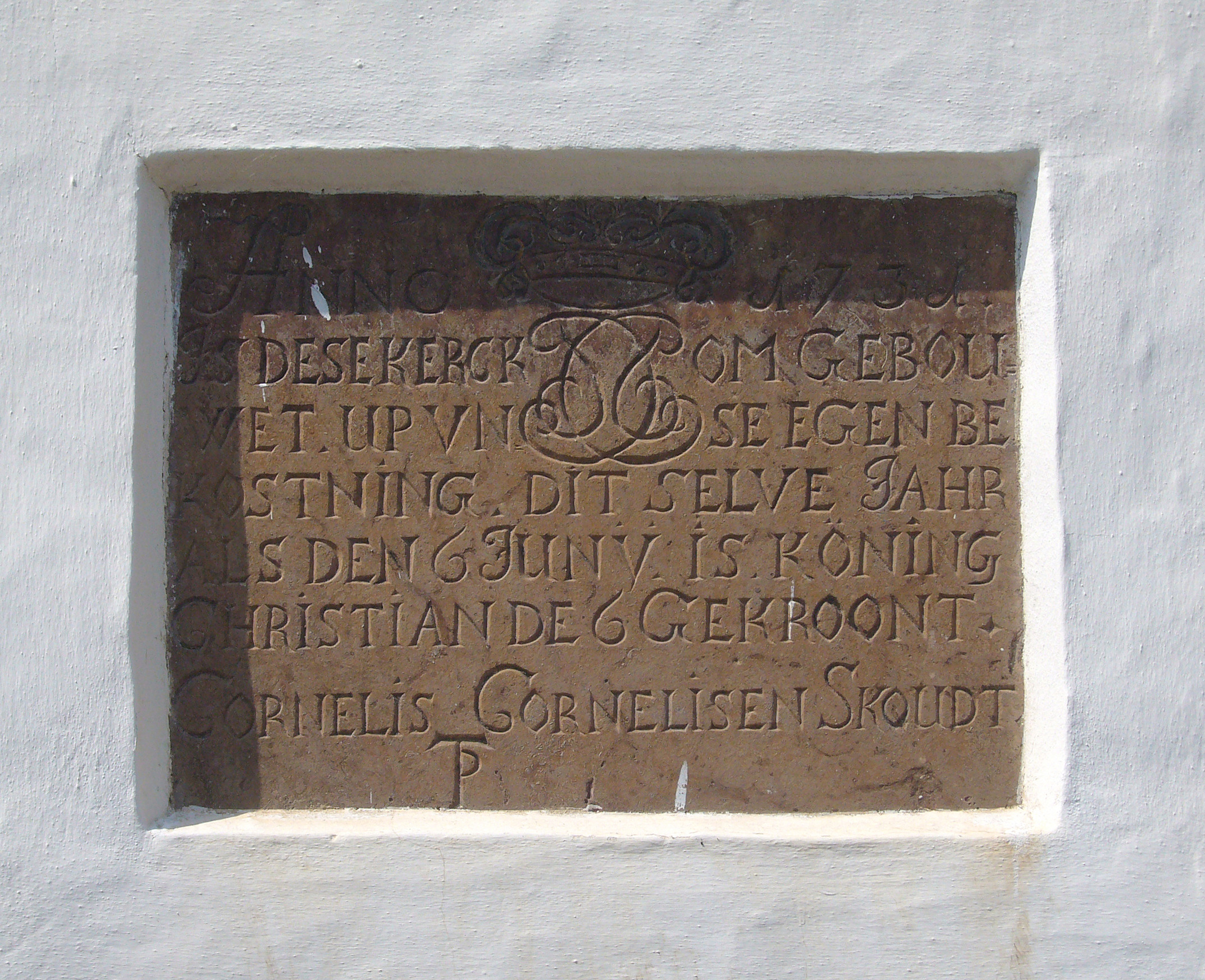
Herdenkingsplaquette aan de Store Magleby kerk

Met name in de eerste jaren trouwden de immigranten uitsluitend onderling. In de loop der jaren ontwikkelde zich een eigen dialect, 'Amagernederlands' (Amagerhollandsk) genaamd. Voor de schrijftaal werd een Nederduitse standaard gevolgd, wat te zien is aan de taal van de zang- en gebedsboeken die in de dorpskerk werden gebruikt en de catechismus die op school werd gebruikt. Pas vanaf 1811 werden kerkdiensten en schoollessen in het Deens gegeven. Ook daarna bleef men nog lang het eigen dialect spreken, een mengsel van Nederlands, Platduits en Deens. De laatst bekende spreker, Gerdt Corneliussen Bacher, is in 1858 gestorven. Op een herdenkingsplaquette in de kerk van Store Magleby is een tekst in die schrijftaal te lezen:
Anno 1731 is dese Kerck omgebouwet up unse egen bekostning dit selve Jahr als den 6. Juni is Koning Christian de 6. gekroont. Cornelis Cornelisen Skoudt
Het eigen rechtsstelsel werd uitgevoerd door een schout gekozen uit hun midden. De immigranten hadden een eigen klederdracht, zoals op schilderijen van Julius Exner te zien is.

### Overblijfselen

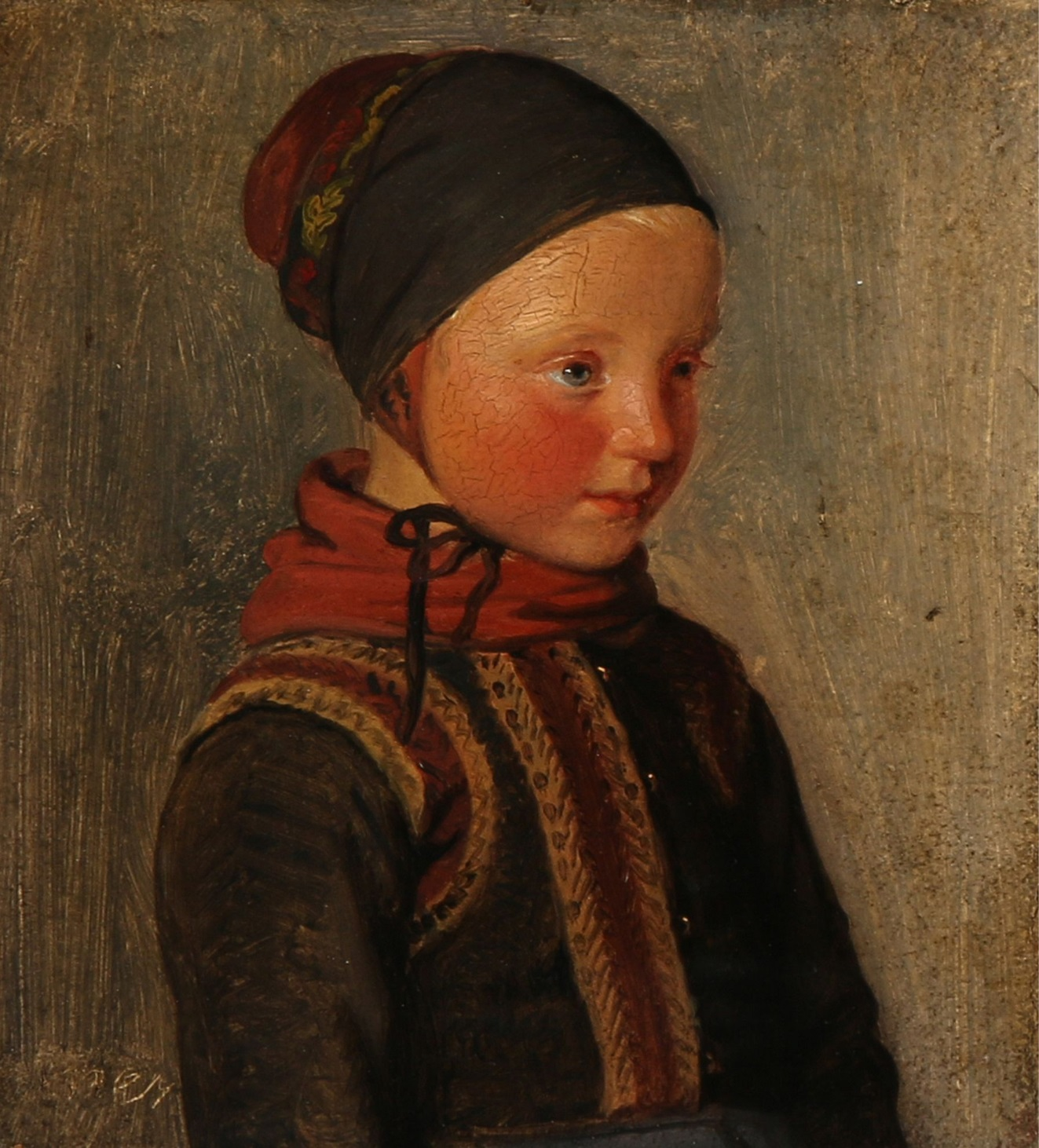
Julius Exner - Een meisje uit Store Magleby, Amager

Er zijn geen gebouwen uit de tijd van de eerste kolonisten meer over. Oorzaak daarvan is een reeks branden tussen 1658 en 1821 die onder meer het gevolg waren van Zweedse oorlogshandelingen. In 1922 bracht koningin Wilhelmina een staatsbezoek aan Denemarken, waarbij ze ook Store Magleby bezocht. Deze traditie is gehandhaafd en in mei 2022 bezocht oud-koningin Beatrix samen met de Deense koningin Margrethe II Store Magleby.
Tot op heden zou er nog een zekere rivaliteit en cultuurverschil zijn tussen Store Magleby en het naastgelegen Dragør. In 1971 had  een kwart van de bewoners van Amager nog altijd een Nederlandse afkomst.
De schilder Julius Exner heeft meerdere schilderijen gemaakt van Amager in de 19e eeuw, waar hij bij een van oorsprong Nederlandse familie woonde.

## Herkomst
De immigranten zijn als groep afkomstig uit het oude rechtsgebied van de stad Hoorn in West-Friesland. Mogelijk hebben zich ook enkele boeren uit de omliggende gebieden (zoals Waterland) bij hen aangesloten.

## Latere Nederlandse migratie naar Denemarken
Denemarken is begin 21e eeuw de op een na populairste bestemming voor emigrerende boeren uit Nederland. Ook de huidige Nederlandse immigranten zijn succesvoller dan de Deense boeren, uit onderzoek zou blijken dat de Nederlanders productiever zijn dan de Denen en modernere landbouwmethoden gebruiken.
In 2010 nam de gemeente Skive een bureau in de arm om Nederlandse immigranten naar het eiland Fur te halen. Het doel was dat uiteindelijk 100 Nederlanders zich zouden vestigen op Fur. Twee jaar later waren er echter slechts vier Nederlanders naar het eiland verhuisd.